# 顏若芳
顏若芳（1985年10月27日—），臺灣政治人物，民主進步黨籍，生於臺北市，現任臺北市議會議員及民進黨全國黨代表，中國文化大學政治系學士畢業。曾任第12屆臺北市議員、民進黨發言人、青年發展部主任、新聞輿情部主任等多項黨職。

## 早年生涯
顏若芳出生於臺灣臺北市，求學時期於當地靜心國小、建成國中及百齡高中就讀，而後於中國文化大學政治系獲得學士學位，現於國立政治大學法學院在職專班攻讀碩士學位中。

## 政治生涯

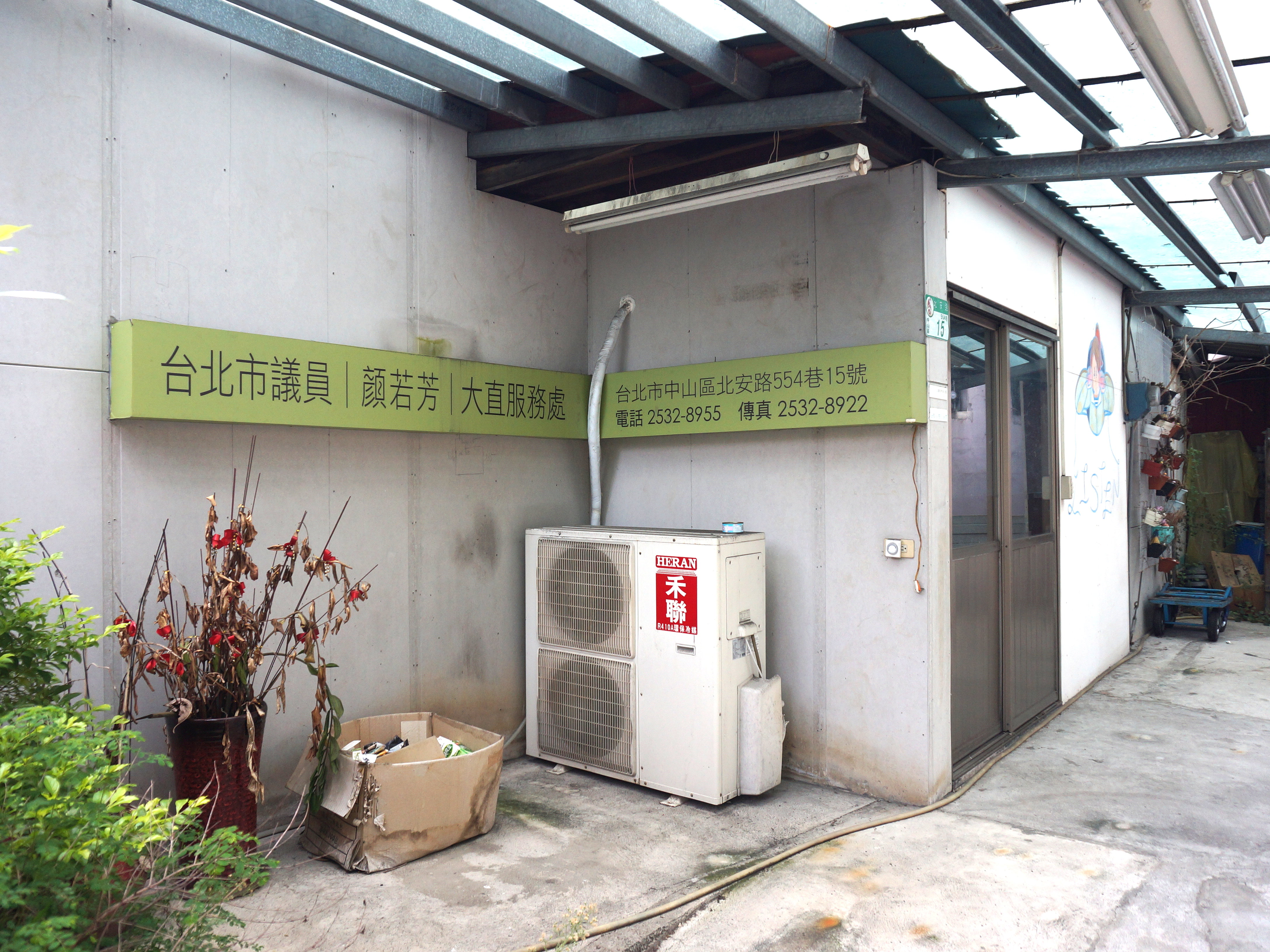
顏若芳議員辦公室

2014年，時任臺北市議員簡余晏決定不競選連任，並宣布交棒給已擔任其辦公室助理長達六年的顏若芳，盼其能夠承接議員席位，並向選民大力推薦。年底地方選舉，顏若芳以新人身份斬獲中山區、大同區26,079票，為該選區第二高票，並成為該屆臺北市議會最年輕的議員，年僅29歲。
2018年，顏若芳僅以235票之差連任失利，為當年的落選頭。
2018年12月，以洪健益議員為首，推動連署呼籲民主進步黨中央徵召顏若芳參加隔年臺北市第二選舉區立法委員補選。包括洪健益、劉耀仁、阮昭雄、王閔生、張茂楠、陳慈慧、張維洲共七位議員皆加入連署，最後由何志偉接受黨中央徵召參選該席次。
2019年，卓榮泰當選民主進步黨主席，遂延攬顏若芳擔任青年發展部主任及主席特助；同年8月顏若芳辭職，一度傳出民進黨內部人事鬥爭，原青年部主任則由吳濬彥接任；同年10月，民進黨籍總統候選人蔡英文連任辦公室首次亮相，並宣布由阮昭雄、廖泰翔及顏若芳擔任競選總部共同發言人。2020年1月，蔡英文連任成功，顏若芳亦受延攬返回民進黨擔任新聞輿情部主任兼發言人。
2021年11月1日，顏若芳辭去黨職，宣布再度角逐臺北市中山、大同區市議員，並成功當選重回議會。

## 選舉紀錄
| 年度 | 選舉屆數               | 選舉區           | 所屬政黨   | 得票數 | 得票率 | 當選標記 | 備註 |
| ---- | ---------------------- | ---------------- | ---------- | ------ | ------ | -------- | ---- |
| 2014 | 第十二屆臺北市議員選舉 | 臺北市第四選舉區 | 民主進步黨 | 26,079 | 13.19% |          |      |
| 2018 | 第十三屆臺北市議員選舉 | 臺北市第四選舉區 | 民主進步黨 | 14,471 | 7.82%  |          | 落選 |
| 2022 | 第十四屆臺北市議員選舉 | 臺北市第四選舉區 | 民主進步黨 | 22,718 | 12.65% |          |      |

## 爭議
2021年3月9日，民主進步黨籍立法委員王定宇與時任民進黨發言人顏若芳（兩人同為海派成員）被媒體拍到一起出入於顏家，顏若芳充當王定宇的司機，並為其買早餐。顏、王被曝共用衛浴，顏住宅的主臥亦僅有一間，因此被懷疑是婚外情，但雙方均對此表示只是房東與房客的關係。此事件中王定宇表示自己以月租八千元的價格租下次臥，並藉此表示房租價格較高，後被網友戲稱為「王八千」。另有網友質疑顏若芳每月的房租收入是否誠實申報所得稅，此事未得到其正面答覆。

## 外部連結
- 顏若芳的Facebook專頁
- 顏若芳的Instagram
- 臺北市議會議員 顏議員若芳簡介